# Mireille Roussel
Pour les articles homonymes, voir Roussel.
Mireille Roussel est une actrice française.

## Biographie
Elle a commencé sa carrière cinématographique en 1998 dans le film de Laurent Achard : Plus qu’hier moins que demain. Dans Les Solitaires de Jean-Paul Civeyrac, elle joue le rôle de Madeleine, la femme morte de Pierre, qui revient hanter ce dernier. Dans À travers la forêt elle joue le rôle du medium qui fait apparaître Hippolyte aux yeux d'Armelle (Camille Berthomier).

## Filmographie
- 1998 : Plus qu'hier moins que demain de Laurent Achard : Sonia
- 1999 : La Nouvelle Ève de Catherine Corsini : Louise
- 2000 : Les Solitaires de Jean-Paul Civeyrac : Madeleine
- 2000 : De l'histoire ancienne d'Orso Miret : la femme aux béquilles
- 2000 : Julie Lescaut (TV), épisode 7 saison 9, La mort de Jeanne de Daniel Janneau : Michelle
- 2001 : Sauvage Innocence de Philippe Garrel : la standardiste
- 2002 : La Petite Cérémonie de Bénédicte Pagnot (court métrage) : Frédérique
- 2003 : Elle est des nôtres de Siegrid Alnoy : Pascale
- 2004 : Le Pays des enfants perdus : Lucie
- 2004 : La Peur, petit chasseur de Laurent Achard
- 2004 : Un petit garçon silencieux de Sarah Lévy : l'assistante sociale
- 2005 : À travers la forêt de Jean-Paul Civeyrac : le medium
- 2006: Un ami parfait, de Francis Girod : Sophie
- 2008: Un virus dans la ville, de Cédric Venail: Saskia
- 2010 : Les Mains libres de Brigitte Sy : la tireuse de carte
- 2011 : Dernière Séance de Laurent Achard : la femme au combi
- 2013 : Julie Lescaut (TV) - saison 22, épisode 1 : Les disparus d'Alain Choquart : Marie Andrade
- 2013 : De l'usage du sextoy en temps de crise d'Éric Pittard
- 2014 : Monsieur Lapin de Pascal Cervo : la réceptionniste du soir
- 2015 : C'est l'amour de Paul Vecchiali : Isabelle

## Théâtre
- 1996 : Ivanov d'Anton Tchekhov, mise en scène Ludovic Lagarde, Festival du Jeune Théâtre d'Alès
- 2000 : Le Cercle de craie caucasien de Bertolt Brecht, mise en scène Ludovic Lagarde, théâtre d'Ivry Antoine-Vitez
- 2014 : Majorette de Mireille Roussel, mise en scène Ricardo Munoz.